# Intermontano
Intermontano é um adjetivo fisiográfico formado a partir do prefixo "inter-" ("Significando entre, entre, em meio, durante, dentro, mútuo, recíproco) e o adjetivo "montanha" ("habitam, ou crescendo em regiões montanhosas, especialmente frio e úmido terras altas encostas abaixo da timberline.")   
O substantivo fisiográfico correspondente é Inter-montanha, enquanto o substantivo intermontano é um significado ecológico (among, between, amid, ou within= entre ou dentro) "Flora e fauna de um montano habitat."  Por exemplo, uma região alpina 
seria um intermontano para uma espécie que migra entre uma região glacial e uma região subalpina.

## Uso do termo
- Bacia intermontana, um amplo vale entre serras que é parcialmente preenchido com aluvião como da Bacia Mackenzie Nova Zelândia.[1]
- Cinto Intermontano, uma região fisiologica no Noroeste Pacífico Norte-americano.
- Platôs intermontanos, a região fisiográfica dos Estados Unidos da Intermountain West.
- Estepe Intermontano, um termo usado principalmente em referência ao Estepe Intermontano Sayan.[2]

Em Paleogeografia, intermontano pode se referir a
- Ilhas Intermontanas, uma antiga cadeia de ilha vulcânica do Oceano Pacífico, da Placa intermontana que estavam ativas durante o período Triássico.
- Placa Intermontana, uma antiga placa tectônica oceânica na costa oeste de América do Norte cerca de 195 milhões de anos atrás.
- Fossa intermontana, uma antiga fossa oceânica do período Triássico ao longo da costa oeste de América do Norte no antigo Slide Mountain Ocean.